# Alauism
Alauismul sau Alawismul (din araba علويّ, alawi ) este o formă de șiism, una din cele 2 principale confesiuni musulmane. Printre șiiți, aleviții și alauiții au puncte comune, dar sunt două comunități diferite.

## Alauiții din spațiul siro-libanez
Alauiții, care numară aproximativ 3.000.000 în Siria și Liban, constituie cea mai numeroasă minoritate religioasă. Istoric vorbind ei se numeau nusairiți. Sunt localizați de-a lungul coastei în provincia Latakia (Al Ladhiqiyah ) din Siria, unde formează aproximativ 90% din populație.
Gruparea alauită, care integrează doctrine din alte religii - în particular din creștinism - a apărut despărțindu-se din ramura ismailiților. Alauiții, conform unei legende siriene, se afirmă descendenți ai unei populații care a trăit în aceste regiuni (Siria și Liban) de pe vremea lui Alexandru cel Mare. După câteva secole de influență ismaelită asupra lor, alauiții s-au apropiat tot mai mult de Islam. Totuși, contactul cu Bizanțul și cu cruciații a adaugat doctrinei religioase alauite elemente și practici din creștinism : Crăciunul, Paștele și Epifania.
De secole, alauiții au fost cea mai exploatată și discriminată minoritate din Siria. Mulți erau slujnici și lucrători agricoli, dar, odată cu mandatul francez (1919), și mai ales după 1970 când președintele Hafez al-Assad, el însuși alauit, a preluat puterea, situația lor s-a imbunătățit foarte mult.

## Confederații alauite
Dezbinată de rivalități vechi de secole, comunitatea alauită nu formează o minoritate unită. După câștigarea independenței Siriei, mulți alauiți au câștigat putere și prestigiu ca militari de carieră, dar în afara militarilor, alauiții au rămas în general săraci, fiind adesea țărani și, nu rareori, ciobani nomazi. Cele patru confederații alauite sunt : Kalbilia, Haiatina, Hadadina și Matauira.

## Doctrina alawită
Alauiții declară că sunt musulmani, dar conservatorii suniți nu îi recunosc ca atare, ci îi socotesc apostați. Ca și ismailiții șiiți, alauiții cred în reîncarnare. Diferiți de ismailiți, alauiții îl vad pe Ali ca întruparea divină dintr-o sfântă treime. Astfel, Ali este "Rațiunea", Muhammad, pe care Ali l-a creat din lumina proprie, este "numele", iar Salman Persanul este "Poarta". Catehismul alauit este exprimat prin formula: " Mă îndrept catre Poartă; Mă înclin în fața Numelui; Ador "Rațiunea". Un alauit se roagă într-o manieră personală după mărturia de credință: "Mărturisesc că nu există alt Dumnezeu decât Allah."
Alauiții refuză să discute despre credințele lor religioase deoarece acestea sunt secrete fata de restul lumii. Numai câțiva aleși trec printr-un proces îndelungat de invățătura și inițiere; tinerii sunt inițiați în secretele credinței în etape. Cartea lor de rugăciuni, sursa credințelor religioase ale alauiților, se numește Kitab al Majmu, care se crede că derivă din scrierile ismaelite. Alauiții nu au geamii și nici un loc anume de cult. Uneori s-a făcut referire la alauiți ca fiind mutaziliți, dar ei sunt un grup distinct fața de aceștia.